# بيل برادلي
بيل برادلي (بالإنجليزية: Bill Bradley) مواليد 28 يوليو 1943 في كريستال ستي، هو لاعب كرة سلة أمريكي معتزل. شارك في دورة الألعاب الأولمبية الصيفية سنة 1964. دخل قاعة نايسميث التذكارية لمشاهير كرة السلة.

## الميداليات
| الميدالية | المسابقة                       |
| --------- | ------------------------------ |
| ذهبية     | الألعاب الأولمبية الصيفية 1964 |
| ذهبية     | الألعاب الجامعية الصيفية 1965  |

## روابط خارجية
- بيل برادلي على موقع IMDb (الإنجليزية)
- بيل برادلي على موقع الموسوعة البريطانية (الإنجليزية)
- بيل برادلي على موقع مونزينجر (الألمانية)
- بيل برادلي على موقع ميوزك برينز (الإنجليزية)
- بيل برادلي على موقع إن إن دي بي (الإنجليزية)
- بيل برادلي على موقع قاعدة بيانات الفيلم (الإنجليزية)
- بيل برادلي على موقع إن بي أي (الإنجليزية)
- بيل برادلي على موقع سبورتس رفرنس (الإنجليزية)
- بيل برادلي على موقع كلية كرة السلة في سبورتس رفرنس.كوم (الإنجليزية)
- بيل برادلي على موقع ريلجم (الإنجليزية)
- بيل برادلي على موقع بروبوليرز (الإنجليزية)
- بيل برادلي على موقع قاعة المشاهير الجامعة الوطنية لكرة السلة (الإنجليزية)
- بيل برادلي على موقع سبورتس رفرنس (الإنجليزية)
- بيل برادلي على موقع أوليمبيديا (الإنجليزية)
- بيل برادلي على موقع قاعة ميسوري للمشاهير الرياضية (الإنجليزية)
- بيل برادلي على موقع قاعة ميسوري للمشاهير الرياضية (الإنجليزية)